# Iris-Heterochromie

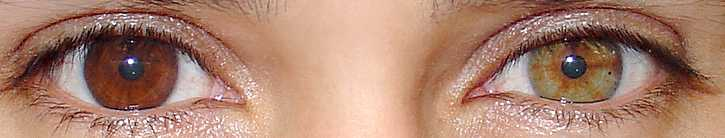
Iris-Heterochromie beim Menschen

Als Iris-Heterochromie (Heterochromia iridis) bezeichnet man die Verschiedenheit beider Regenbogenhäute der Augen durch Störung der Pigmentierung. Das betreffende Lebewesen hat folglich zwei verschiedene Augenfarben.

## Terminologie
In der Fachliteratur spricht man auch bei flächenhaften (ringförmigen oder sektoriellen) Farbvariationen innerhalb einer einzigen Iris von einer (partiellen) Heterochromie, ein Befund, den man öfter antrifft und den deutsche Augenärzte eher als „Iris bicolor“ oder zweifarbige Iris bezeichnen. Einseitige Farbveränderungen der Regenbogenhaut können auch durch Blutaustritte (Grünfärbung) oder durch Eisenablagerungen (Braunfärbung) verursacht werden.

## Einfache Form
Deutliche Farbunterschiede sind selten, geringe sind die Regel. Sie fallen der Umwelt nicht auf und geben Anlass zu Fehldiagnosen. Durch den Pigmentmangel wirkt das betroffene Auge meist etwas heller (blauer), es kann jedoch auch dunkler erscheinen (Heterochromia inversa).
Die einfache Heterochromie führt nicht zur Sehverschlechterung und ist auch nicht behandelbar. Eine direkte Vererbung konnte nur für spezielle Formen gesichert werden, zum Beispiel beim Waardenburg-Syndrom, bei dem sie in Verbindung mit einer Innenohrschwerhörigkeit auftritt (autosomal dominanter Erbgang). Genetische Faktoren spielen aber sicher wie bei Tieren eine Rolle.
Die Heterochromie im hier definierten Sinn kommt beim Menschen relativ selten vor. Weiße oder gescheckte Haustiere mit teilweisem oder vollständigem Leuzismus, wie Katzen oder Hunde, sind häufiger betroffen, was an intensiven Zuchtbemühungen liegen kann.

## Heterochromia complicata
Oft entwickelt sich bei Heterochromie am betroffenen Auge eine Fuchs Heterochrome Iridozyklitis, bei der es sich um eine chronisch voranschreitende, therapeutisch kaum beeinflussbare Irisentzündung handelt. Bei fortschreitender Erkrankung kommt es zu einer Linsentrübung bis hin zum Grauen Star (Cataracta complicata), der aber gut operabel ist.
Die Beteiligung des Sympathikus-Nerven hat die Ausbildung eines Horner-Syndroms zur Folge.
Gelegentlich treten auch Hirnnervenstörungen (angeborene Fazialis- und Abduzensparesen) auf. Trigeminusschädigungen können zur Keratitis neuroparalytica führen.
Alle diese okulären Merkmale beruhen auf dysrhaphischen Störungen, die zum Gesamtbild des „Passowschen Symptomenkomplexes“ zusammengefasst werden.
In etwa 70 % der Fälle sind bei Heterochromia complicata somatische Merkmale zu beobachten:
- Halbseitige Atrophie von Gesicht und Körper
- Einseitige Atrophie der weiblichen Brust, Hypopigmentierung des Brustwarzenhofs
- Entwicklungsstörungen des Skelettsystems (Wirbelsäulenverkrümmungen).

## Heterochromie in KZ-Experimenten
Die der nationalsozialistischen Rassenlehre anhängende Biologin Karin Magnussen war der Meinung, dass man angeborene Heterochromie beheben könne. Von einem Kollegen hörte sie von Sinti-Kindern mit zwei Augenfarben. 1943 kam die Familie Mechau, zu denen diese Kinder gehörten, in das Konzentrationslager Auschwitz. Josef Mengele ließ bei Menschen mit heterochromen Augen Augentropfen verabreichen. Diese Augentropfen (möglicherweise Adrenalin) führten zum Anschwellen der Augen oder sogar zur Blindheit. Mengele hatte Kontakt mit Magnussen und versprach, ihr die Augen der Kinder nach deren Tod zu schicken. Die Kinder wurden durch eine Herzinjektion ermordet.

## Galerie

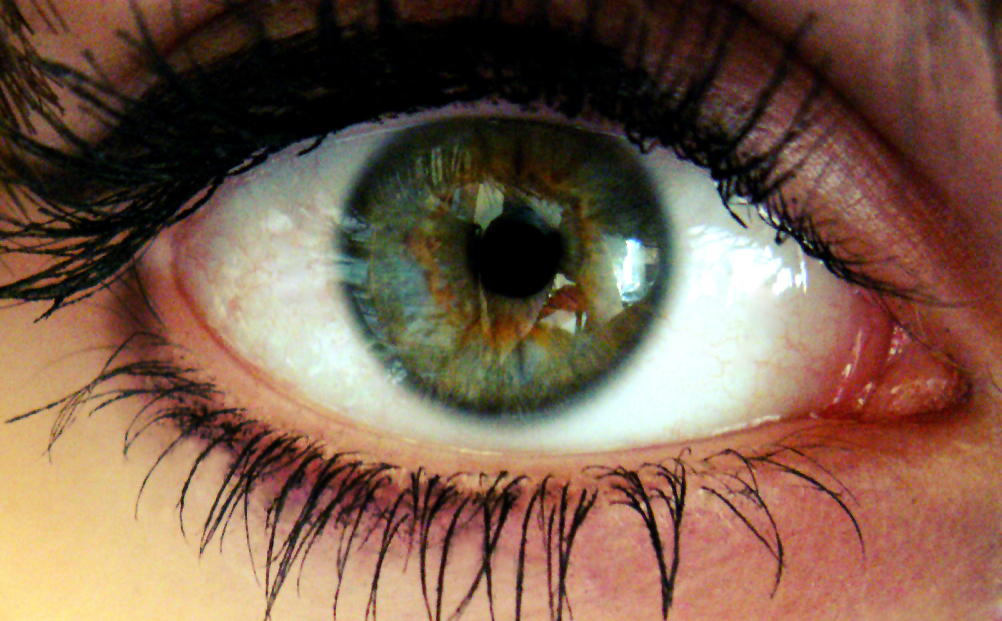
Zweifarbige Iris, (sog. „zentrale Heterochromie“): Äußere Iris grün, Ring um die Pupille gelblich-braun.
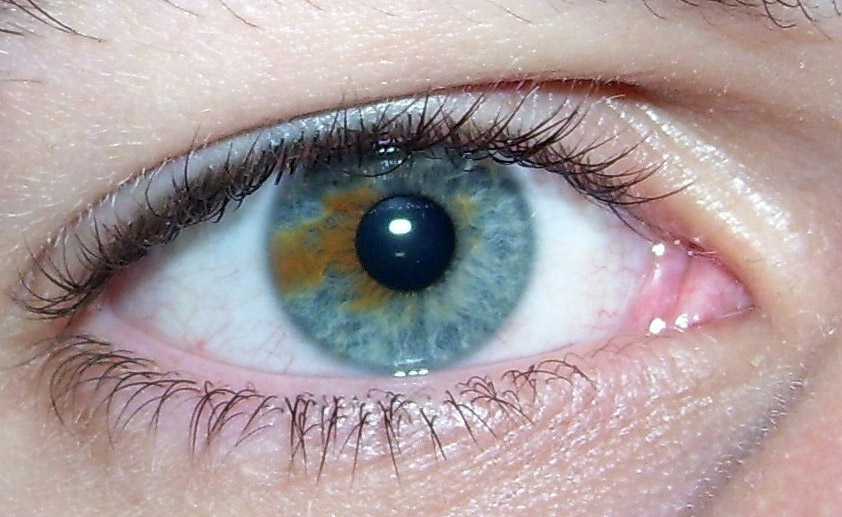
Iris mit lokaler Pigmentstörung (sog. „sektorielle Heterochromie“)
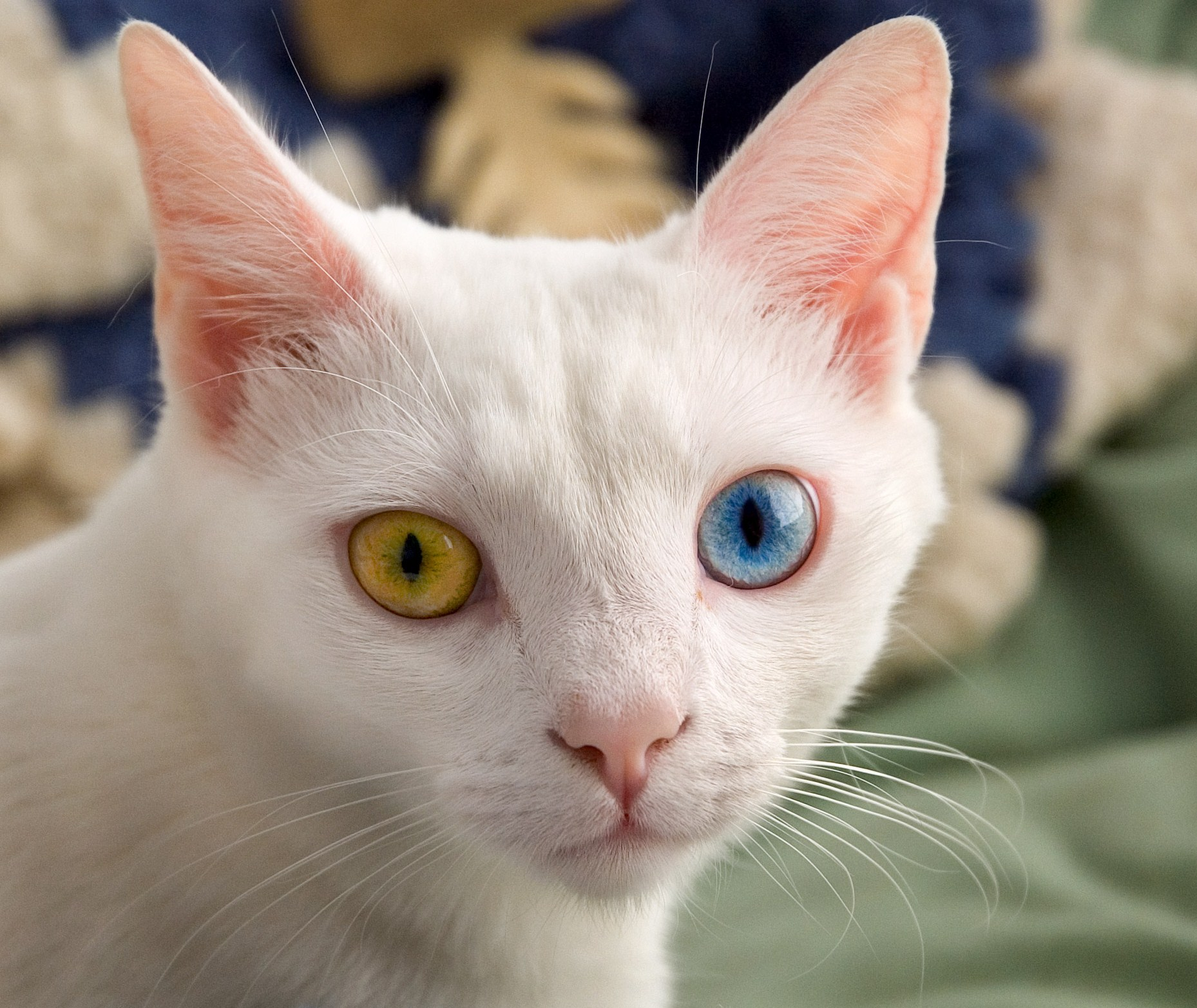
Iris-Heterochromie bei einer Katze
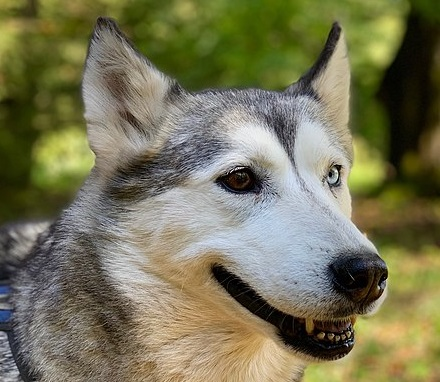
Iris-Heterochromie bei einem Siberian Husky
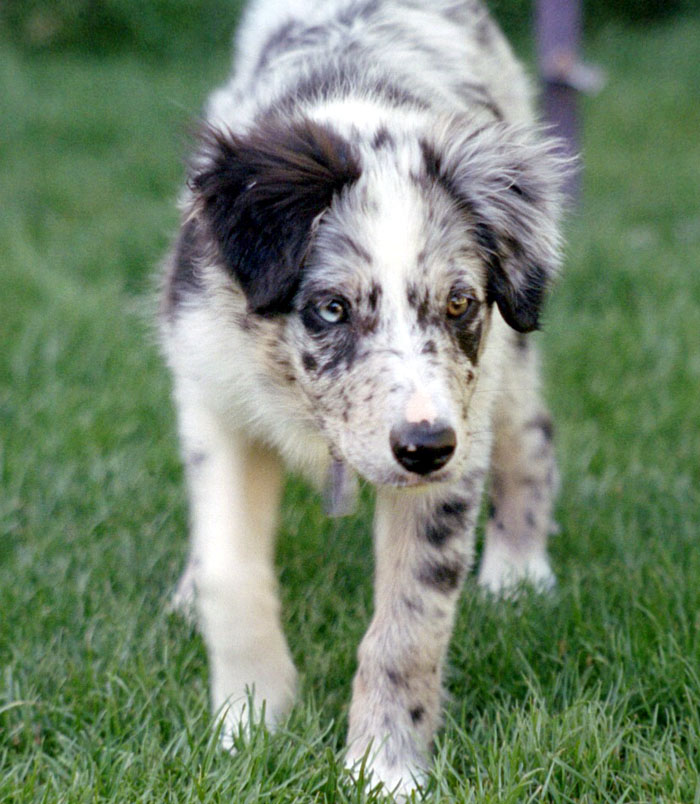
Iris-Heterochromie bei einem Border-Collie-Welpen mit dem Merle-Faktor
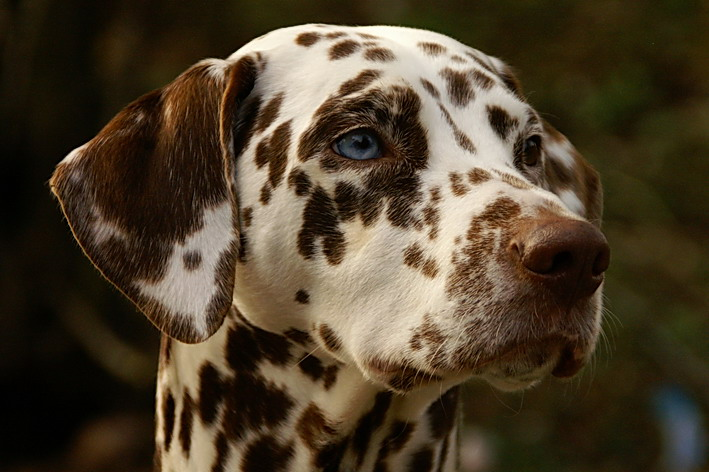
Iris-Heterochromie gilt beim Dalmatiner als Fehlfarbe.